# Kawasaki Brave Thunders
Los Kawasaki Brave Thunders (en japonés 川崎ブレイブサンダース) son un equipo de baloncesto japonés con sede en la ciudad de Kawasaki, en la prefectura de Kanagawa, que compite en la B.League, la máxima competición de su país. Disputa sus partidos en el Todoroki Arena, en el barrio de Nakahara-ku, con capacidad para 6.500 espectadores.

## Historia
Fundado en 1950, el club inició sus actividades bajo el nombre de "Toshiba Komukai". En 1955, participando en la Liga Corporativa de Kanto. En 1971, el equipo se unió a la División 2 de la Liga de Baloncesto de Japón (entonces la liga corporativa nacional). En 1975 el club cambió su nombre a Tokyo Shibaura Electric. Ascendió a la primera división (rebautizada como Superliga en 2000) en 1983 y nunca ha descendido desde entonces. Toshiba tenía un equipo masculino y otro femenino, pero disolvió el equipo femenino después de la temporada 1998-99 y se centró exclusivamente en los equipos masculinos.
El equipo ganó su primer título de liga en la temporada 1999-2000. En 2001, el nombre del equipo se cambió a Brave Thunders. Después de que se estableciera la JBL Super League, ganaron su segundo campeonato en la temporada 2004-05. Después de la temporada 2006-07, el equipo se perdió los playoffs en todas las temporadas hasta la temporada 2009-10, después de que se estableció la nueva JBL. El equipo permaneció en la zona de playoffs durante la temporada 2010-11, pero los playoffs fueron cancelados debido al Gran Terremoto del Este de Japón. En la temporada 2011-12, Tanaka Teruaki fue reemplazado como entrenador por Kita Takuya, pero el equipo terminó en el último lugar. En la temporada 2012-13, avanzaron a la final por primera vez en ocho temporadas y terminaron como subcampeones.
En 2013, el equipo cambió su nombre a Toshiba Brave Thunders Kanagawa cuando se unió a la National Basketball League (NBL). En el año inaugural de la liga, ganaron el campeonato por primera vez en nueve temporadas desde la temporada 2004-05 de la Superliga. En la temporada 2015-16, acabaró en tercer lugar en la temporada regular y avanzó a los playoffs, donde derrotaron a Link Tochigi, que había terminado segundo en la temporada regular, para avanzar a la final, y después de dos derrotas ante Mikawa, ganaron tres partidos consecutivos para lograr el campeonato.
El 1 de julio de 2016, tras incorporarse a la recién creada B.League, el nombre oficial del club se cambió a "Toshiba Kawasaki Brave Thunders" y el nombre del equipo en la liga se cambió a "Kawasaki Brave Thunders". El equipo también firmó contratos con otras empresas además de Toshiba como patrocinadores de uniformes. El entrenador en jefe Takuya Kita continuará liderando el equipo como lo hizo durante su tiempo en la NBL, y los nuevos jugadores incluyeron a Nick Fazekas, Naoto Tsuji, Yuya Nagayoshi, Ryusei Shinoyama y Ryan Spangler.

## Palmarés
- National Basketball League: 2

2013-14, 2015-16
- JBL Super League: 1

2004-05
- Copa del Emperador: 5

2000, 2006, 2014, 2021, 2022